# Dymba coryphata
Dymba coryphata är en fjärilsart som beskrevs av Dyar 1914. Dymba coryphata ingår i släktet Dymba och familjen nattflyn. Inga underarter finns listade i Catalogue of Life.